# تحليل التباين الثنائي
تحليل التباين الثنائي (بالإنجليزية: Two-way analysis of variance)‏ هو اختبار معلمي يهتم ببحث الفروق بين متوسطات درجات مجموعات كل متغير مستقل ويسمى الأثر الأساسي Main effect على المتغير التابع، بالإضافة إلى بحث أثر التفاعل بين المتغيرين على المتغير التابع.

## الهدف
دراسة أثر متغيرين مستقلين على متغير تابع واحد

## سبب التسمية
لأنه يهدف إلى دراسة أثر متغيرين مستقلين أو عاملين اثنين على متغير تابع واحد.

## متطلبات التحليل
1. أن يكون المتغيران المستقلان تصنيفيان ويقعان ضمن المقياس الاسمي.
2. أن يكون عدد المتغيرات المستقلة اثنين، ويحتوي كل متغير منهما على مستويين على الأقل.
3. أن يكون المتغير التابع كميا ويقع ضمن مقياس المسافة أو النسبة.
4. أن يكون المتغير التابع واحدا، وإلا تحول إلى تحليل التباين المتعدد.

## افترضات تحليل التباين الثنائي
يتفق تحليل التباين الثنائي في افتراضته مع تحليل التباين الأحادي تماما، وهي:
1. استقلالية درجات المتغير التابع عن بعضها: أي أن تعيين أي فرد في مجموعة من المجموعات لن يؤثر بطريقة أو بأخرى على كيفية اختيار الأفراد الآخرين أو تعيينهم في المجموعات الأخرى من المجتمع. ويتم التحقق من هذا الافتراض عن طريق تحقق التوزيع العشوائي والتعيين العشوائي لأفراد العينة.
2. اعتدالية توزيع درجات المتغير التابع لكل مجموعة: أي أن درجات المتغير التابع لكل مجموعة موزعة توزيعا اعتداليا وتأخذ الشكل الاعتدالي الطبيعي لأفراد المجتمع، ويتم التحقق من هذا الافتراض عن طريق الرسم (المدرج التكراري أو المنحنى) أو حساب معاملات الالتواء والتفلطح.
3. تجانس تباين المتغير التابع لكل مجموعة: أي أن كل مستوى من مستويات المتغير المستقل يجب أن يؤثر على كل فرد من أفراد العينة بنفس الطريقة، وهذا سوف لا يؤدي إلى تغيير التباين داخل المجموعة لأفراد المجتمع. ويتم التحقق من هذا الافتراض عن طريق اختبار ليفين أو هارتلي أو كوهران.

## الفرضيات
توجد ثلاث فرضيات صفرية وهي:
1. بالنسبة للتأثير الرئيس للعامل الأول: (لا يوجد فرق بين متوسطات مستويات العامل الأول بغض النظر عن العامل الثاني).
2. بالنسبة للتأثير الرئيس للعامل الثاني: (لا توجد فروق بين متوسطات مستويات العامل الثاني بغض النظر عن العامل الأول).
3. بالنسبة لتأثير التفاعل: لا يوجد أثر ذو دلالة إحصائية للتفاعل بين المتغير المستقل الأول والمتغير المستقل الثاني على المتغير التابع.

ويقابل هذه الفرضيات الصفرية الثلاث، فرضيات بديلة ثلاث أيضا.

## مثال على سؤال بحثي
هل توجد فروق ذات دلالة إحصائية في مستوى الثقة بالنفس تعزى إلى نوعية التغذية الراجعة ونمط الاختبار والتفاعل بينهما؟

## الكشف عن قيمة (ف)
للكشف عن قيمة ف فإنه يستخدم جدول (ف) الإحصائي بدلالة درجة حرية بين المجموعات للبسط، ودرجة حرية داخل المجموعات للمقام. كما هو الحال تماما في تحليل التباين الأحادي.

## وصلات خارجية
- مدونة الإدارة: تحليل التباين الثنائي.
- فيديو: تحليل التباين الثنائي.
- تحليل التباين الثنائي: من موقع محمد شكري الجماصي.